# Bernhard Nauck
Bernhard Nauck (* 27. August 1945 in Hildesheim) ist deutscher Soziologe und ist Professor an der TU Chemnitz, wo er unter anderem Familiensoziologie, soziologische Theorie und Sozialstrukturanalyse lehrt.

## Lebenslauf
Nach erfolgreichem Studium arbeitete Nauck als wissenschaftlicher Assistent an der Pädagogischen Hochschule Rheinland sowie den Universitäten Oldenburg und Bonn. Zwischen 1985 und 1992 war er Inhaber mehrerer ordentlicher Professuren unter anderem an der Universität zu Köln. Seit 1992 ist er Inhaber des Lehrstuhls für "Allgemeine Soziologie I" an der TU Chemnitz.
Darüber hinaus gehört Nauck verschiedenen Gremien (z. B. dem Rat für Migration, dem Committee on Family Research) in herausgehobener Funktion an.

## Schriften (Auswahl)
- Kommunikationsinhalte von Jugendbüchern: Eine literatursoziologische Inhaltsanalyse der Themenstruktur westdeutscher Jugendbüchern der Erscheinungsjahrgänge 1967–1969. (Internationale Untersuchungen zur Kinder- und Jugendliteratur), ISBN 3-407-56508-9.
- Arbeitsmigration und Familienstruktur. Eine soziologische Analyse der mikrosozialen Folgen von Migrationsprozessen. ISBN 3-593-33494-1.
- Erwerbstätigkeit und Familienstruktur. Eine empirische Analyse des Einflusses außerfamiliärer Ressourcen auf die Interaktionsstruktur und die Belastung von Vätern und Müttern. ISBN 3-87966-264-9.